# Anne-Emmanuelle Berger
Anne-Emmanuelle Berger, née le 27 juillet 1958 à Sainte-Foy-la-Grande (Gironde), est une universitaire, essayiste, critique littéraire et « culturelle » ainsi qu'une spécialiste reconnue des études de genre. Elle enseigne la littérature française et les études de genre à l'université Paris-VIII. 

## Biographie
Anne-Emmanuelle Berger est la fille de Guy Berger, professeur en sciences de l'éducation à l'Université Paris 8-Vincennes et de Hélène Cixous, professeur de littérature à la même université. 
Après une hypokhâgne et une khâgne au lycée Louis le Grand (1975-1977), elle étudie à l'université de Vincennes entre 1976 et 1979. Elle devient agrégée de lettres modernes en 1981,. 
En 1983, elle crée la revue de critique et de création Fruits, qu'elle animera jusqu'en 1986. 
En 1984, elle part enseigner aux États-Unis, à l'université Cornell, dans l'État de New York, où elle devient professeure de littérature française. Elle y exercera pendant 23 ans,. Durant cette période, elle soutient un doctorat ès lettres sur l'œuvre de Rimbaud, à l'université Paris-VIII, en mars 1990, puis une habilitation à diriger des recherches, toujours à l'université Paris-VIII, en mars 1999. 
En 2001, elle crée, avec Bridget Meeds et le soutien de Cornell, l'association Ithaca City of Asylum, qui vient en aide aux écrivains et intellectuels persécutés. L'association est affiliée au réseau des villes refuge lancé par le Parlement international des écrivains. 
En 2007, elle revient en France et enseigne la littérature française et les études de genre à l'université Paris-VIII à Saint-Denis. Elle dirige d'abord le Centre d'études féminines et d'études de genre de l'université Paris-VIII (2007-2009), puis l'Institut du Genre, qu'elle contribue à fonder,,. À partir de 2015, elle dirige l'unité mixte de recherche LEGS (Laboratoire d'études de genre et de sexualité), qu'elle a également contribué à fonder.
Dans son ouvrage sur Le Grand Théâtre du Genre, elle apporte un éclairage original sur l'émergence de cette théorie et sur sa réception, aux États-Unis et en France.

## Travaux et publications

### Ouvrages personnels
- Le Banquet de Rimbaud : Recherches sur l'oralité, Champ Vallon, collection L'Or d'Atalante, mai 1992, 287 pages[5].
- Scènes d'aumône : Misère et poésie au XIXe siècle, Paris, Champion, 2004, 259 pages[6].
- Le grand théâtre du genre : Identités, sexualités et féminisme en "Amérique", Paris, Belin, 2013, 280 pages[7],[4],[8].

### Direction de numéros de revues
- En plein Soleil, numéro spécial sur le Théâtre du Soleil, Fruits (2/3), Paris, 1984, 223 pages.
- (en) Transatlantic Gender Crossings, numéro spécial de la revue américaine Differences. A Journal of Feminist Cultural Theory, coordonné avec Eric Fassin, Durham : Duke University Press, 2016.

### Direction d'ouvrages
- Algeria in Others' Languages (édition, préface et annotation d'un volume d'essais sur la politique des langues en Algérie), Cornell University Press, 2002, 246 pages.

### Co-directions d'ouvrages
- Co-direction avec Mara Negron, de Lectures de la différence sexuelle I (actes de colloque), Paris : Ed. des Femmes, 1994. 318pp.
- Co-direction avec Eleni Varikas de Genre et Postcolonialismes. Dialogues transcontinentaux, Ed. Archives contemporaines, Paris, 2011.
- Co-direction avec Marta Segarra d’un volume sur la question de l’animal chez Derrida (Demenageries. Thinking (Of) Animals After Derrida), Amsterdam : Rodopi, coll. « Critical Studies », 2011.

### Articles, entretiens, préfaces
- « Dialangues : une conversation avec Jacques Derrida », Fruits no 1, 1983. Republié dans J. Derrida, Points de suspension, Paris : Galilée, 1992.
- « Le Goût de la beauté » (sur Rimbaud), Fruits no 1, Paris 1983, pp. 10-23.
- Parler d'amour (sur L. Andreas Salomé et Freud), Trois n.3, Montréal, 1986, pp. 8-15.
- « En plein soleil », préface au numéro spécial de Fruits sur le Théâtre du Soleil, Paris, 1984.
- « Celui qui fait éclore la fleur travaille si simplement » (sur Tagore et Satyajit Ray), in Fruits no 4, Paris, 1986, pp. 3-9.
- « L'Apprentissage selon George Sand », in Littérature, no 67, Paris, 1987, pp. 73-83.
- (en) « Let's go to the fountain » (traduction du précédent article), dans Writing différences: Readings from the seminar of H. Cixous, éd. S. Sellers, Londres, Open University Press, 1988, pp. 54-65.
- « Ce que dit le ruisseau » (sur George Sand), in Études françaises, Montréal, 1988, pp. 95-105.
- « L'or à la bouche : portrait du poète en buveur et pisseur », in Poésie, no 56, avril 1991, pp. 122-134.
- À vue de nez : fragment d'une esthétique du dégoût, numéro spécial sur Rimbaud, Europe, juin-juillet 1991, pp. 111-119.
- « Je est une autre : lecture de quelques chants d'amour parisiens de Rimbaud », in Romantisme, no 72, juin 1991, pp. 61-73.
- Édition et annotation de « Women in Movements; yesterday, today, tomorrow: an interview with Antoinette Fouque » (traduction de l'entretien paru dans Le Débat no 59, avril 1990), différences (Brown University Press), janvier 1992, pp. 1-25.
- « L'idole maternelle en régime poétique bourgeois », dans Du féminin Presses de Grenoble/Castor Astral, automne 1992, pp. 203-220. (traduit et re-publié dans les éditions allemande et anglo-américaine de ce livre).
- « Le statut du féminin dans l'œuvre de Rimbaud », Actes du colloque international de Charleville, Rimbaud cent ans après, Bibliothèque Sauvage, automne 1992, pp. 45-55.
- « Poèmes », Revue Trois (Montréal), vol. 8, no 3, printemps/été 1993, pp. 119-121.
- « Le sexe du cœur : essai de stéthoscopie de la poésie lyrique », dans Lectures de la différence sexuelle, Berger et Negron éd., Ed. des Femmes, printemps 1994, pp. 125-138.
- « Lignes de partage », préface à Lectures de la différence sexuelle (voir supra), pp. 23-29.
- « Comment un hérisson de paroles », autour du travail de Jacques Derrida : Le Passage des frontières, Paris : Galilée, 1994, pp. 111-117.
- « Jouer les femmes : réflexions sur La Colonie de Marivaux », in Revue Marivaux, no 5, 1995, pp. 57-70.
- « Petit essai de clinique littéraire : le cas du XIXe siècle », dans L'œuvre d'identité, éd. C. Nesci, G. Schultz et al., Université de Montréal, coll. Paragraphes, 1996, pp. 9-17.
- « Dernières nouvelles d'Echo », in Littérature no 102, mai 1996, pp. 71-90.
- (en) « The Latest Word from Echo » (traduction du précédent article), New Literary History, 1996, vol. 27, pp. 621-640.
- « Comment peut-on être Persane ? », Contretemps no 2, Paris : Galilée, 1997, pp. 76-96.
- (en) Algeria in Other(s') Languages: Toward a Rethinking of Algeria's Linguistic Predicament, Parallax, Leeds, UK, 1998, pp. 43-47.
- (en) « The Newly Veiled Woman: Irigaray, Specularity and the Islamic Veil », Diacritics, Spring 1998, pp. 93-119.
- « Crise d'aumône : Mallarmé reprend Hugo », dans Corps/Décors:Femmes, Orgie, Parodie. Mélanges offerts à Lucienne Frappier-Mazur, éd. Catherine Nesci, Amsterdam: Rodopi, 1999, pp. 237-253.
- Entrée Rimbaud: Vers nouveaux, Le Robert des grands écrivains de la langue française, sous la direction de Philippe Hamon et Denis Roger-Vasselin, 2000.
- « L'envie du pauvre », in Verlaine à la loupe (Actes du colloque du centenaire à Cerisy organisé par S.Murphy, 1996), Paris : Champion, 2000, pp. 87-107.
- (en) The Impossible Wedding: Nationalism, Languages and the Mother-Tongue in Post-colonial Algeria, Algeria in Others' Languages, Cornell UP, 2002.
- Préface de Manon Lescaut, Édition de Manon Lescaut en Malayalam, Kerala, Inde, 2002.
- Entretien avec le magazine féministe de Corée du Sud If, juin 2002.
- « Féminités de la faim », in Masculin/Féminin dans la poésie et les poétiques du XIXe siècle, C. Planté éd., Lyon : PUL, 2002, pp. 65-79.
- « À une mendiante rousse : variations sur le don d'un poème », dans Lectures des Fleurs du Mal, St.Murphy, éd., Rennes: PUR, 2002, pp. 315-30.
- « Pas-de-deux », numéro spécial sur Jacques Derrida, Cahiers de L'Herne, 2004, pp. 111-117.
- « L'amour sans hache », numéro spécial G. Sand, Paris, Littérature, juin 2004,  pp. 49-63.
- Sexing Differances, numéro spécial « Derrida’s Gifts », Differences, 16.3, 2005, pp. 52-67 (traduit en espagnol et en polonais).
- « La Nouvelle Voilée : Irigaray, la relation spéculaire et le voile islamique », dans Femmes et écritures de la transgression, éd. A. Crouzière et H. Gafaiti, Paris : L’Harmattan, 2005. (traduction de « The Newly Veiled Woman »).
- « Traversées de frontières : postcolonialité et études de genre en Amérique », Paris, Labyrinthe no 24, 2006, pp. 10-37.
- « Politiques de la langue : la 'langue maternelle' de la mère à l'autre », Expressions maghrébines (revue internationale publiée par Florida State U.), vol. 5, 2, hiver 2006, pp. 231-253.
- (en) « Popularities of Language: Rousseau and the Mother-tongue », in The Politics of Deconstruction : Jacques Derrida and the Other of Philosophy, ed. M.McQuillan, London : Pluto Press, 2007, pp. 98-115.
- « Appels », dans L'événement comme écriture : Cixous et Derrida se lisant, éd. M.Segarra, Paris : Campagne Première, 2007, pp. 85-107.
- Gender Remakes, L'atelier de Fabula, mars  2008.
- « Les fins de la ‘différence sexuelle’ », in Théorie Littérature Enseignement (TLE), numéro spécial « Traduction, Traductions », Paris : PUV, 2008, pp. 153-164. Republié en octobre 2008 dans la revue en ligne des Rencontres de Bellepierre (revue no 3).
- « Petite histoire paradoxale des études de genre en France », in Le Français aujourd'hui, numéro spécial « Genre, Sexisme, Féminisme », 163, automne 2008, pp. 83-91.
- Sens dessus dessous ou le carnaval de Steve Rimbaud, Parade sauvage, 2008, pp. 124-136.
- « Donner sa langue au chien », in L'Offrande lyrique, éd. J.N. Illouz, Paris : Hermann, 2009, pp. 175-194.
- (en) « Textiles that Matter: Irigaray and Veils », in Re-Writing Difference : Irigaray and the Greeks, NYC : SUNY Press, 2010, pp. 63-78.
- Quand Sophie aimait les bêtes. Autobiographie et animalité chez la Comtesse de Ségur, Romans de femmes XVIIIe/XIXe siècles, éditions C. Mariette et D. Zanone, Paris : Champion, 2011.
- « Féminisme en mouvement », Entretien avec Fabian Fajnwaks, La Cause du désir, n°103, Novembre 2009, pp. 137-149.